# تیدا (آرکانزاس)
تیدا (به انگلیسی: Thida) یک منطقهٔ مسکونی در ایالات متحده آمریکا است که در شهرستان ایندیپندنس، آرکانزاس واقع شده‌است. تیدا ۸۹٫۹۲ متر بالاتر از سطح دریا واقع شده‌است.